# Adam de Croix
Adam de Croix (Chicago, 1970) és un artista contemporani estatunidenc, graduat de la Cooper Union i participant del Whitney Independent Studies Program.

## Introducció
Adam de Croix, és un artista nascut el 1970 a Chicago al si d'una família originària de Puerto Rico. De Croix ens acosta al seu art des d'una perspectiva crítica, on ens mostra i informa de les seves lectures en la teoria postcolonial i psicoanalítica. En el seu treball Home Sweet Home(Llar Dolça Llar) ens apropa a temes de la migració i la diáspora, la història militar i la colonització a : Fête des fleur: a co-memory trauma, la memòria, i la raça en : The Other Blue Room: Were You a Witness?" De Croix vol crear obres on hi hagi un reflex de l'espai crític i un espai de pensament relacionant l'art amb la societat-política, tal com podem veure en l'obra Canvi d'adreça exposada a la Fundació Joan Miró, l'Espai 13.

## The Other Blue Room
Es tracta d'una obra en resposta als assassinats policials d'Amadou Diallo, Dorismond Patrick, i Malcom Ferguson, al voltant de les protestes que se celebraven regularment a l'Ajuntament. Es tracta d'una obra amb una forta influència de teoria política i psicoanalítica. Per tal d'elaborar la mencionada obra va requerir una important quantitat d'investigació. Es tractava de crear una obra crítica capaç de crear espais de pensament, en definitiva un projecte amb un considerable treball de camp.
| «               | Em vaig passar mesos amb l'Ajuntament, la Junta de Revisió de queixes Civils, Amnistia Internacional, els periodistes de notícies, i una vintena d'altres organitzacions només per obtenir dades en brut Vaig assistir a totes les conferències i simposi sobre la brutalitat policial | » |
| — Adam de Croix | |   |

## Canvi d'adreça
L'artista va exposar la seva obra a la Fundació Joan Miró, a l'espai 13 en el període del 2 de desembre de 1999 fins al 16 de gener del 2000 en el cicle Un oasis en el desert blau.
L'exposició constava d'una instal·lació videogràfica, Here and There (Allà i Aquí): A Film Record of Puerto Rico Maneuvers, amb dos vídeos que s'exhibien simultàniament a l'interior de dues maletes i text bilingüe en espanyol i anglès, amb la traducció conscientment distorsionada. Un altre dels projectes inclosos era l'obra titulada Home Sweet Home (Llar Dolça Llar), que consistia en un esquelet metàl·lic que s'emmarcava una caseta flotant en una mena de piscina emmoquetada. El seu propòsit no era altre que el de qüestionar la identificació de la "caseta" amb un tipus d'espai que limitava la imaginació / identificació a unes estructures binàries d'identitat nacional. En Twin Props: no relief in sight, dos ventiladors industrials "sense aletes" i desincronitzats reflectien la fragmentació de les relacions socials.
| «               | La meva exposició Canvi de domicili consisteix en la instal·lació de quatre obres independents en un esforç per abordar críticament la identitat portorriquenya en el context de la mobilitat, l'entrecreuament, la fragmentació, el desconeixement i la discontinuïtat | » |
| — Adam de Croix | |   |